# Catedral de Sioni (Tbilisi)
La catedral de la Dormició de Sioni (georgià: სიონის ღვთისმშობლის მიძინების ტაძარი) és una catedral ortodoxa georgiana situada a Tbilisi, la capital de Geòrgia. Seguint una tradició medieval georgiana de nomenar les esglésies en honor a llocs específics de Terra Santa, la catedral Sioni porta el nom del Mont Sió a Jerusalem. Se la coneix comunament com a "Sioni de Tbilisi" per distingir-la d'altres esglésies de Geòrgia amb el mateix nom.
La catedral Sioni de Tbilisi està situada a l'històric Sionis Kucha (carrer Sioni) al centre de Tbilisi, amb la façana oriental davant de la riba dreta del riu Kura. La catedral va ser construïda inicialment als segles VI i VII. Des de llavors, ha estat destruïda per invasors estrangers i reconstruïda diverses vegades. L'estructura actual es basa en una versió del segle XIII, amb algunes modificacions fetes entre els segles XVII i XIX. La catedral Sioni va servir com a principal catedral ortodoxa georgiana i seu del Patriarca de tota Geòrgia fins que la Catedral de la Santíssima Trinitat va ser consagrada el 2004.

## Història

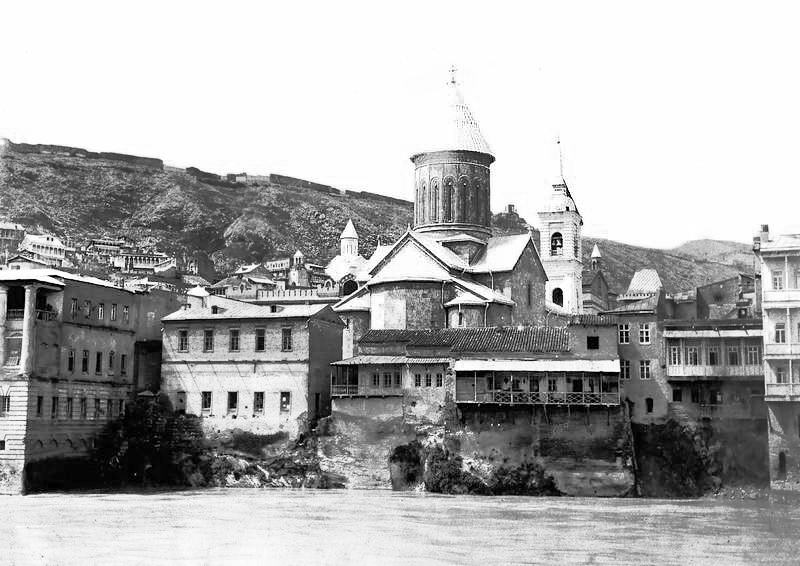
Catedral de Sioni vista des del costat dret del riu Kura, dècada del 1870

Segons els annals georgians medievals, la construcció de l'església original en aquest lloc va ser iniciada pel rei Vakhtang Gorgasali al segle V. Cent anys més tard, Guaram, el príncep d'⁣Ibèria (Kartli), cap al 575 va començar a construir una nova estructura, que va ser completada pel seu successor Adarnase cap al 639. Segons la llegenda, tots dos prínceps van ser enterrats en aquesta església, però no s'ha trobat cap rastre de les seves tombes. Aquesta església primitiva va ser destruïda pels àrabs i posteriorment es va construir de nou.
La catedral va ser completament reconstruïda pel rei David el Constructor el 1112. Els elements bàsics de l'estructura existent daten d'aquest període. Va patir greus danys el 1226, quan la seva cúpula va ser destruïda per ordre de Jalal ad Din Mingburnu. Posteriorment, va ser reparada, però va ser danyada de nou per Timur el 1386 i reparada pel rei Alexandre I. Va tornar a patir danys durant les invasions perses el 1522 i al segle XVII.
El 1657, el metropolità de Tbilisi, Elise Saginashvili (morta el 1670), va restaurar substancialment la cúpula, les voltes, va afegir la capella sud, pintures i decoracions, tal com està escrit a l'annex sud, però l'estructura va ser devastada de nou el 1668, aquesta vegada per un terratrèmol. El regent de Kartli, el batonishvili (príncep) Vakhtang, va dur a terme restauracions de la cúpula i les plaques de pedra dels murs de la catedral el 1710, tal com està esculpida al mur nord. Així, l'actual revestiment de tova de l'església prové d'aquell període. Tanmateix, l'església va ser danyada de nou per la invasió dels perses el 1795.
L'interior de la catedral va adquirir un aspecte diferent entre 1850 i 1860, quan l'artista i general rus Knyaz Grigory Gagarin (1810–1893) va compondre una sèrie de murals. Una part dels murals del mur oest van ser executats per l'artista georgià Levan Tsutskiridze a la dècada del 1980.

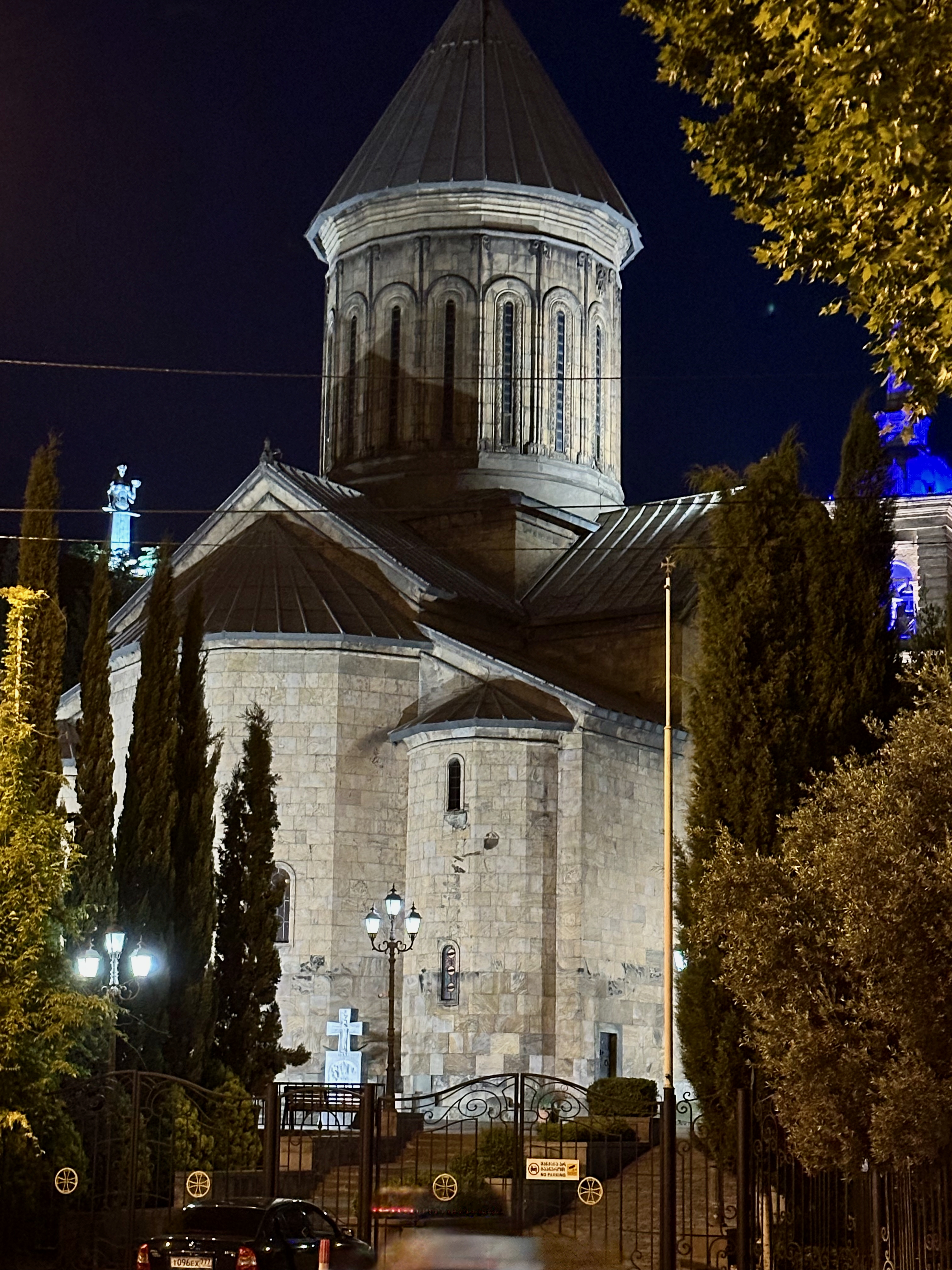
Els absis de nit

L'⁣iconòstasi de pedra data de la dècada del 1850 i també va ser creada segons el disseny de G. Gagarin. Va substituir l'iconòstasi de fusta cremada durant la invasió persa del 1795. A l'esquerra de l'⁣altar hi ha la venerada creu de Vinya que, segons la tradició, va ser forjada per Santa Ninó, una dona capadòcia que predicava el cristianisme al Caucas a principis del segle IV. El rei Vakhtang III va donar el reliquiari a principis del segle XIV.
La catedral de Sioni va ser on es va publicar per primera vegada el manifest imperial rus sobre l'annexió de Geòrgia. El 12 d'abril de 1802, el comandant en cap rus a Geòrgia, el general Karl von Knorring, va reunir els nobles georgians a la catedral, que aleshores va ser envoltada per tropes russes. Els nobles van ser obligats a fer un jurament a la corona imperial russa; qualsevol que no hi estigués d'acord va ser detingut.
La catedral de Sioni va romandre funcional durant l'època soviètica i va ser parcialment renovada entre 1980 i 1983.

## Arquitectura

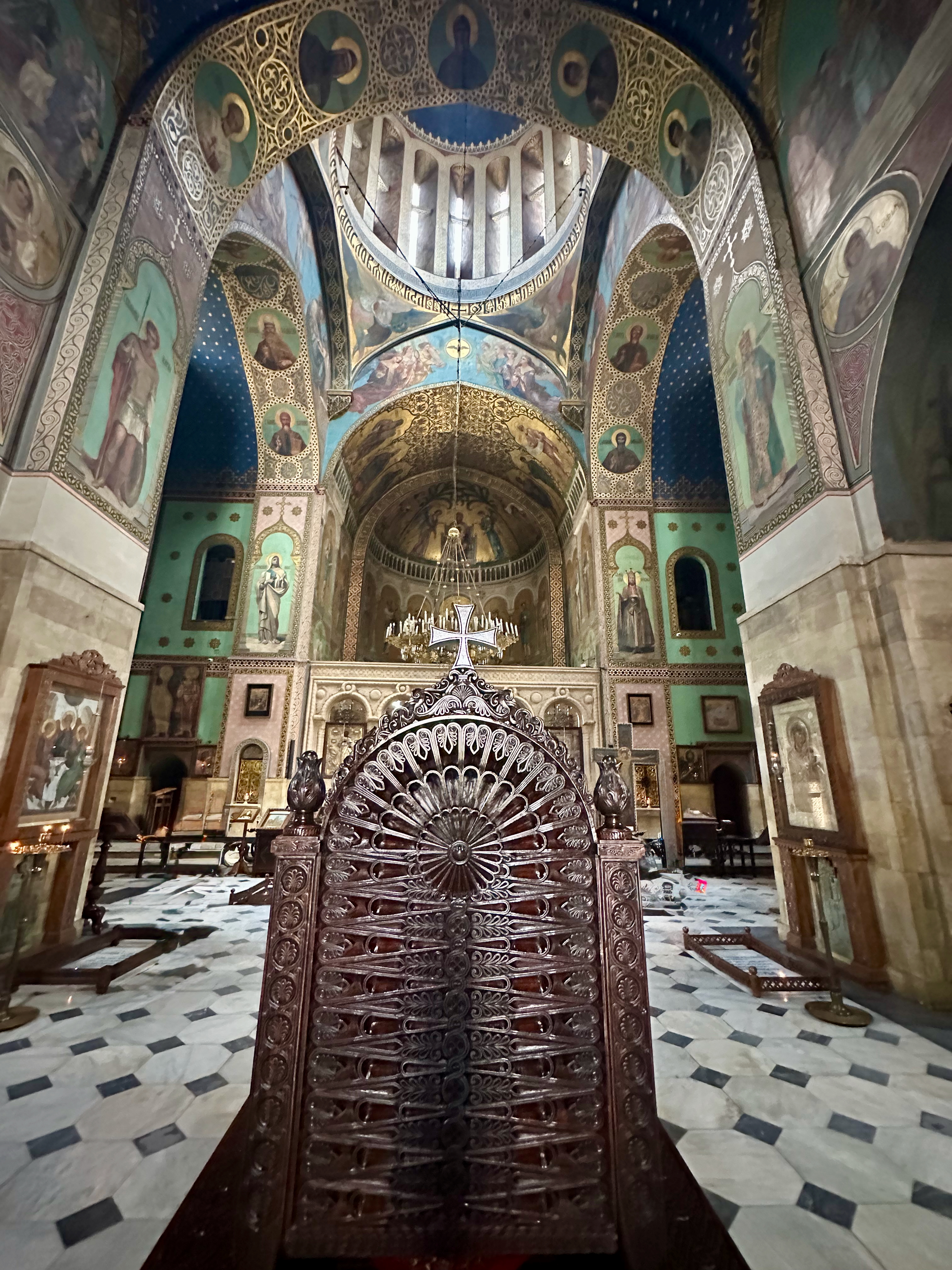
Interior

La catedral de Sioni és un exemple típic d'⁣arquitectura eclesiàstica georgiana medieval, amb un disseny de creu inscrita i absis poligonals que sobresurten a la façana est. L'entrada principal es troba al costat oest. La cúpula amb el tambor està sostinguda pel mur de l’altar i dos pilars exempts (un disseny més avançat que va aparèixer després del segle XI). La transició dels pilars al tambor es fa mitjançant arcs apuntats. A més, els pilars estan connectats amb els murs nord i sud per arcs en forma de casc (probablement del segle XVI). La tova groga amb què es va construir la catedral prové de Bolnisi, una ciutat al sud-oest de Tbilisi. Les façanes són senzilles, amb poques decoracions, tot i que hi ha talles en baix relleu d'una creu i un lleó encadenat al costat oest i un àngel i sants al nord. Totes les setze finestres tenen marcs ornamentals esculpits. Les esculpides poc profundes indiquen una decoració tardana.